# Brachyodynerus zhelochovtzewi
Brachyodynerus zhelochovtzewi är en stekelart som först beskrevs av Kostylev 1929.  Brachyodynerus zhelochovtzewi ingår i släktet Brachyodynerus och familjen Eumenidae. Inga underarter finns listade.